# Schnauzer medio

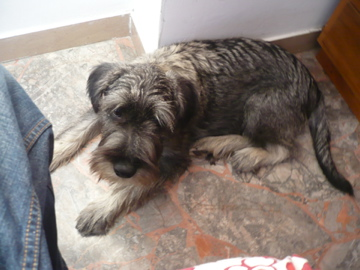

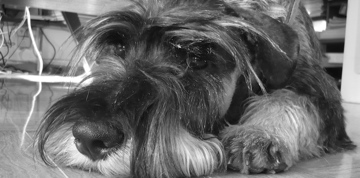

Lo Schnauzer medio è una razza di cani di origine tedesca. Il suo nome deriva da quello di un cane presentato in una mostra nel 1879, e significa "muso baffuto".

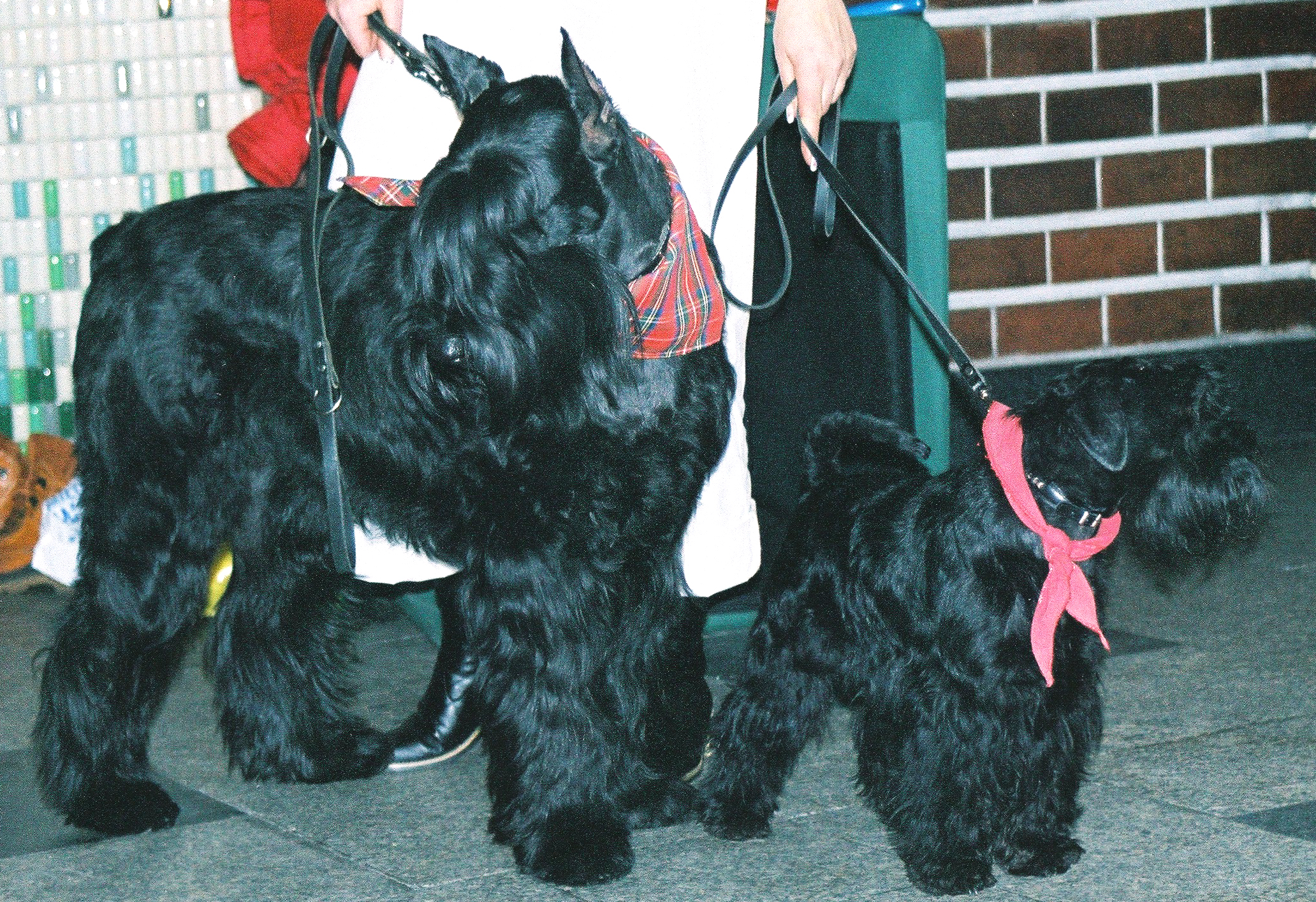
Due esemplari di Schnauzer

## Origine
Lo schnauzer è un cane da utilità antico, proveniente dalla regione del Württemberg, in Germania, dove la sua presenza è attestata fin dal XVI secolo e alcuni esemplari compaiono anche in dipinti di Rembrandt. Nato come cane per la caccia al ratto, tanto da guadagnarsi il soprannome di "cacciatore di topi" (i grandi baffi, che gli hanno valso il nome, hanno consentito allo schnauzer di essere particolarmente efficiente nella caccia ed eliminazione dei topi nelle scuderie e nei granai) si è poi specializzato come cane da compagnia. Ha ottimi rapporti con i cavalli e per questo motivo era spesso utilizzato nelle stalle o per scortare nei boschi le carrozze, anticipandole al trotto, e vigilando sul cammino di queste segnalando ogni tentativo di incursione e aggressione. 
Dallo schnauzer medio si sono sviluppati in seguito lo schnauzer gigante e lo schnauzer nano. Quando venne fondato il Pinscher Schnauzer Club tedesco nel 1895, lo schnauzer medio veniva ancora chiamato "pinscher a pelo ruvido".

## Aspetto
Lo schnauzer è caratterizzato da una corporatura solida e robusta che si può iscrivere in un quadrato, infatti l'altezza al garrese è uguale alla lunghezza della schiena. L'aspetto è praticamente identico nelle tre taglie della razza: il medio (Schnauzer), il gigante (Riesen Schnauzer) ed il nano (Zwerg Schnauzer). La testa è rettangolare, con cranio piatto; la lunghezza del muso è uguale alla larghezza e la mascella è molto forte, anche se resa non evidente dai caratteristici baffi. Il morso è a forbice. Gli occhi sono di dimensioni medie. Le orecchie sono a "V" e la coda descrive una curva contenuta. In passato, al cane venivano tagliate le orecchie e la coda, ma questa pratica è caduta in disuso in tempi recenti.

### Pelo
Il pelo è ruvido, soprattutto sulla schiena ed i fianchi, di colore pepe e sale o nero. Deve essere mantenuto abbastanza corto, possibilmente mediante "strippaggio" su schiena e fianchi ed opportunamente rasato e sagomato sulle gambe, anche per ridurre il naturale e frequente ricambio di pelo, una volta raggiunta la lunghezza massima (6-8 centimetri). È molto folto, ruvido e resistente.

### Colore
- Nero unicolore con sottopelo nero.
- Pepe e sale (misto di peli bicolori con base grigia e banda nera). Per il pepe e sale nell'allevamento si cerca di ottenere un colore medio con una tonalità "pepe" ben pigmentata di nero e uniforme, con un sottopelo grigio. Sono ammesse delle tonalità che vanno dal grigio scuro al grigio più argentato. Indipendentemente dalla tonalità del mantello tutti gli schnauzer "pepe e sale" devono avere una maschera più scura.
- Nero argento. Per il nero argento vale, quale indirizzo per l'allevamento, il colore nero del pelo associato ad un sottopelo del medesimo colore e con tracce bianche sopra gli occhi, sulla gola, alle guance, sulla parte prominente del petto, al metacarpo e al metatarso, ai piedi anteriori e posteriori, nella parte interna degli arti posteriori ed intorno all'ano. La fronte, la nuca e la parte esterna dell'orecchio sono nere
- Bianco unicolore con sottopelo bianco.

## Carattere
Questo cane, nato come cane da lavoro per la notevole versatilità, si identifica principalmente come cane da guardia (od anche da difesa). È comunque un ottimo cane da compagnia, molto tollerante con i bambini (soprattutto quelli della famiglia) e diffidente nei confronti degli estranei. In famiglia è molto presente ed ama partecipare alla vita della famiglia, sempre pronto a giocare (non appena si presenta una palla). Intelligente e giocherellone, è un cane che impara molto velocemente, purché condotto con la giusta determinazione ed autorità. È un cane molto affidabile ed obbediente verso la persona che riconosce come "capobranco", ma decisamente scostante se affrontato da estranei. Con l'avanzare dell'età (tra i dieci ed i quindici anni) tende a ridurre l'esuberanza giovanile, ma non l'attenzione e la vigilanza territoriale. Nella sua tipicità, lo schnauzer medio presenta un temperamento vivace associato ad una calma circospetta. Complice la singolare capacità di lettura del contesto ed il proverbiale attaccamento al suo gruppo familiare, anche in momenti apparentemente rilassati, manifesta veloce comprensione di quello che esula dal normale risultando sempre vigile e pronto all'intervento. Naturalmente predisposto al gioco è amante dei bambini (che devono essere educati al rispetto degli animali) e incorruttibile guardiano della pace domestica. Non abbaia se non ha un motivo di allerta. I sensi sono sviluppatissimi e manifesta grande attitudine all'addestramento. Il coraggio, il senso di abnegazione, la resistenza fisica e l'ottima tolleranza alle intemperie e malattie ne fanno un grandissimo cane da utilità collocandolo in primo piano fra i cani per la famiglia e, conseguentemente, la difesa della proprietà. Sbaglierebbe chi volesse disgiungere queste due qualità: lo schnauzer non è un cane da porre a guardia di cose, ha bisogno di vivere con i familiari e sarà sempre fiero del suo ruolo che deve essere stabilito subito appena entrato in casa. Essendo un cane fisicamente molto prestante e dinamico bisogna subito stabilire le naturali gerarchie. Lo schnauzer ha un carattere molto diffidente contro gli estranei o persone che non vede molto spesso. Non aspettatevi, quindi, che quando qualcuno entra in casa o si avvicina ai padroni, gli faccia le feste e lo lecchi, la sua diffidenza deriva dalla capacità di monitorare tutto ciò che lo circonda e dal grande amore per la sua famiglia e farà sempre di tutto per proteggerla, è un cane che merita rispetto (come tutti i cani) quindi il segreto per una buona educazione sarà conquistare la sua fiducia, una buona dose di pazienza è richiesta (specialmente per i maschi) in quanto sarà lui a cambiare, in genere dopo i due anni di vita, diventando un impareggiabile compagno per tutta la famiglia.

## Malattie
Come quasi ogni cane domestico teme il caldo a partire dai 25°. Essendo dotato unicamente di ghiandole sudoripare in naso e cuscinetti delle zampe già a questa temperatura può ricevere danni permanenti. L'esposizione diretta al Sole sarebbe da evitare in quanto il folto mantello, sia a pelo lungo che corto, è progettato per resistere alle gelate invernali ma non permette la dispersione diretta del calore attraverso la pelle.
Alcuni cuccioli possono soffrire della chiusura del canale lacrimale e questo problema può essere risolto con una piccola operazione chirurgica. Nonostante la forza fisica e la salute molto forte lo Schnauzer Medio, alla pari del gigante, soffre di displasia dell'anca: è consigliabile una visita specifica con radiografia verso gli 8 mesi per escludere il problema. Sono inoltre soggetti ad epilessia, soprattutto in età anziana; la malattia si può presentare anche alla nascita quando non è possibile somministrare farmaci specifici (gardenale). Poi lo schnauzer può essere soggetto a mielopatia troncolombare (MTL) ovvero una sorta di piccola paralisi del tronco- lombare che può essere alleviata previa consultazione con un veterinario neurologo somministrando farmaci miorilassanti. In ogni caso il trattamento è palliativo ed cane non guarisce: sostanzialmente gli si allunga la vita di alcuni anni.
Per le femmine che non verranno mai fatte accoppiare è consigliata la sterilizzazione onde evitare problemi derivanti da infezioni all'utero (come endometrite, e piometra).
I cuccioli possono essere soggetti alla tosse del canile.

## Standard di razza
- Riesenschnauzer ("schnauzer gigante")
- Schnauzer medio
- Zwergschnauzer ("schnauzer nano")

## Razze e colori
- Riesenschnauzer ("schnauzer gigante"): nero, pepe sale
- Schnauzer medio: nero, pepe sale
- Zwergschnauzer ("schnauzer nano"): nero, pepe sale, nero argento, bianco

## Peso e altezza
- Riesenschnauzer ("schnauzer gigante"): Altezza al garrese, sia per i maschi che per le femmine da 60 a 70 cm

Peso ideale: sia per i maschi che per le femmine da 35 a 45 kg
- Schnauzer medio: Altezza al garrese, sia per i maschi che per le femmine da 45 a 50 cm

Peso ideale: sia per i maschi che per le femmine da 14 a 20 kg
- Zwergschnauzer ("schnauzer nano"): Altezza al garrese, sia per i maschi che per le femmine da 30 a 35 cm

Peso ideale: sia per i maschi che per le femmine da 4,5 a 7 kg

L'altezza al garrese corrisponde approssimativamente alla lunghezza del corpo che dà allo schnauzer un aspetto quadrato.
La lunghezza totale della testa (dall'estremità del tartufo alla cresta occipitale) corrisponde alla metà della lunghezza del dorso (dal garrese all'attaccatura della coda).

## Razze simili
- Airedale terrier
- Welsh terrier
- Terrier nero russo
- Pinscher